# Hội nghị Đảng Cộng hòa Thượng viện Hoa Kỳ
Hội nghị Đảng Cộng hòa Thượng viện Hoa Kỳ (tiếng Anh: United States Senate Republican Conference) là tổ chức nhóm họp chính thức của các Thượng nghị sĩ Đảng Cộng hòa tại Thượng viện Hoa Kỳ, hiện có số thành viên là 49. Trong thế kỷ qua, sứ mệnh của hội nghị đã mở rộng và được định hình như một phương tiện thông báo cho giới truyền thông về ý kiến và hoạt động của các thành viên Đảng Cộng hòa ở Thượng viện. Ngày nay, Hội nghị Cộng hòa của Thượng viện hỗ trợ các Thượng nghị sĩ của Đảng Cộng hòa bằng cách cung cấp đầy đủ các dịch vụ truyền thông bao gồm đồ họa, phát thanh, truyền hình và Internet. Chủ tịch hiện tại của hội nghị là Thượng nghị sĩ John Barrasso, và Phó Chủ tịch hiện là Thượng nghị sĩ Shelley Moore Capito. Lãnh đạo tầng Thượng viện hiện tại là Mitch McConnell, Phó Lãnh đạo tầng Thượng viện hiện tại là John Thune.

## Ban Lãnh đạo hiện tại
Từ ngày 3 tháng 1 năm 2023, ban lãnh đạo hội nghị có cơ cấu như sau:
| Chân dung | Chân dung            | Chức vụ                                              | Tiểu bang     |
| --------- | -------------------- | ---------------------------------------------------- | ------------- |
|           | Mitch McConnell      | Lãnh đạo Thiểu số Thượng viện                        | Kentucky      |
|           | John Thune           | Phó Lãnh đạo Thiểu số Thượng viện                    | South Dakota  |
|           | John Barrasso        | Chủ tịch Hội nghị Đảng Cộng hòa Thượng viện          | Wyoming       |
|           | Joni Ernst           | Chủ tịch Ủy ban Chính sách Đảng Cộng hòa Thượng viện | Missouri      |
|           | Shelley Moore Capito | Phó Chủ tịch Hội nghị Đảng Cộng hòa Thượng viện      | West Virginia |
|           | Steve Daines         | Chủ tịch Ủy ban Quốc gia Đảng Cộng hoà Thượng viện   | Montana       |
|           | Chuck Grassley       | Chủ tịch Thượng viện tạm quyền danh dự               | Iowa          |

## Lịch sử
Hội nghị Đảng Cộng hòa Thượng viện Hoa Kỳ là hậu duệ của cuộc họp kín ban đầu của đảng Hoa Kỳ quyết định chính sách của đảng, những người được bổ nhiệm được chấp thuận và các ứng cử viên được lựa chọn. Các cuộc họp diễn ra bí mật, và hồ sơ ban đầu về các cuộc thảo luận không tồn tại. Các thành viên Đảng Cộng hòa Thượng viện chỉ bắt đầu soạn biên bản chính thức vào năm 1911, và họ bắt đầu gọi tổ chức của mình là "hội nghị" vào năm 1913. Sự phát triển sớm của nỗ lực dẫn đến sự thống nhất trong đảng là việc thành lập một ủy ban chỉ đạo để chuẩn bị một lịch trình lập pháp để hội nghị xem xét vào năm 1874. Ủy ban về sau trở thành một bộ phận thường trực của Hội nghị Đảng Cộng hòa Thượng viện.
Ủy ban Chỉ đạo được thành lập giúp chính thức hóa tối thiểu "sự lãnh đạo" của Đảng Cộng hòa trong thế kỷ 19; hầu hết hành động lập pháp đến từ các chủ tịch ủy ban này. Tuy nhiên, Hội nghị bắt đầu có sự quan trọng với việc bầu chọn Thượng nghị sĩ William B. Allison của Iowa làm Chủ tịch vào năm 1897, và trong các nhiệm kỳ của những người kế nhiệm như Orville H. Platt của Connecticut và Nelson W. Aldrich của Rhode Island. Chủ tịch năm 1915, Jacob H. Gallinger của New Hampshire, người hai năm trước đó đã được bầu làm Kỷ luật viên, có quyền duy trì và bảo đảm các Thượng nghị sĩ bỏ phiếu theo Đảng của mình để tiến hành các công việc của Thượng viện. Thượng nghị sĩ James W. Wadsworth, Jr của New York vừa được bầu làm Thư ký hội nghị và Kỷ luật viên; một tuần sau, các trách nhiệm được phân chia giữa Thượng nghị sĩ Wadsworth với tư cách là Thư ký và Thượng nghị sĩ Charles Curtis của Kansas với tư cách Kỷ luật viên.
Hội nghị tiếp tục họp riêng để đảm bảo tính bí mật. Thông lệ này chỉ bị huỷ bỏ một lần, vào ngày 27 tháng 5 năm 1919, khi hội nghị tái khẳng định cam kết của mình đối với hệ thống thâm niên trong việc lựa chọn chủ tịch ủy ban bằng cách bầu Thượng nghị sĩ Boies Penrose của Pennsylvania làm Chủ tịch Ủy ban Tài chính Thượng viện để chống lại sự phản đối của Đảng Cộng hòa Cấp tiến.
Trong giai đoạn này, Chủ tịch cũng là người lãnh đạo sàn không chính thức. Một lý do cho việc thiếu một chức vụ chính thức là do các Chủ tịch Ủy ban Thượng viện thường nhận trách nhiệm xem xét các hành động lập pháp do Ủy ban tương ứng của họ để báo cáo và quản lý luật trước Thượng viện. Cuộc bầu cử Hội nghị đầu tiên được ghi lại của một Lãnh đạo sàn chính thức được tổ chức vào ngày 5 tháng 3 năm 1925, khi Chủ tịch hội nghị, Thượng nghị sĩ Curtis của Kansas, được nhất trí chọn để đảm nhiệm cả hai chức vụ.
Trong suốt những năm 1920, khi đảng Cộng hòa chiếm đa số tại Thượng viện, hội nghị chủ yếu họp vào đầu mỗi phiên họp để phân công các Thượng nghị sĩ vào các ủy ban Thượng viện; trong phần còn lại của phiên họp, các Thượng nghị sĩ được thông báo về trình tự lập pháp qua thư. Tốc độ chậm chạp này tiếp tục diễn ra trong suốt những năm 1930, khi số Thượng nghị sĩ Cộng hòa quá ít đến mức họ không bầu Phó Lãnh đạo tầng Thượng viện mà chỉ được chỉ định để đóng vai trò như Phó Lãnh đạo bởi Chủ tịch Hội nghị và Lãnh đạo tầng, Thượng nghị sĩ Charles L. McNary của Oregon.
Thượng nghị sĩ McNary qua đời vào năm 1944, và các chức vụ Chủ tịch Hội nghị và Lãnh đạo tầng được tách ra vào năm 1945. Thượng nghị sĩ Arthur H. Vandenberg của Michigan trở thành chủ tịch và Thượng nghị sĩ Wallace H. White, Jr. của Maine trở thành Lãnh đạo tầng. Sự tách biệt này tiếp tục là một trong những điểm khác biệt chính giữa Hội nghị Đảng Cộng hòa với Cuộc Họp kín Đảng Dân chủ, do Lãnh đạo tầng của Đảng Dân chủ luôn giữ chức Chủ tịch Cuộc Họp kín.
Năm 1944, Thượng nghị sĩ Robert A. Taft của Ohio, đang trong nhiệm kỳ đầu tiên của mình, đã thuyết phục các Thượng nghị sĩ Cộng hòa khôi phục lại Ủy ban Chỉ đạo của họ, và ông trở thành Chủ tịch của Ủy ban này. Năm 1946, Ủy ban Chỉ đạo trở thành Ủy ban Chính sách Đảng Cộng hòa Thượng viện, có quyền sử dụng quỹ cân bằng từ Quốc hội (một Ủy ban Chỉ đạo riêng biệt được thành lập vào năm 1974 nhưng hoạt động của nó được tài trợ bởi quỹ do các Thượng nghị sĩ đóng góp, không phải bởi Quốc hội). Cho đến giữa những năm 1970, các nhân viên của Hội nghị và Ủy ban Chính sách được quản lý bởi một giám đốc nhân sự duy nhất. Việc tách nhân viên và giám đốc nhân sự được bắt đầu trong giai đoạn 1979–1980, trong khi Thượng nghị sĩ Bob Packwood của Oregon là Chủ tịch Hội nghị, và hoàn thành dưới thời Thượng nghị sĩ James McClure của Idaho. Dưới sự lãnh đạo của Thượng nghị sĩ McClure trong những năm 1980, hội nghị bắt đầu cung cấp các dịch vụ truyền hình, phát thanh và đồ họa cho các Thượng nghị sĩ Đảng Cộng hòa. Thượng nghị sĩ Connie Mack, với tư cách là Chủ tịch Hội nghị, vào năm 1997 đã thành lập Bộ phận Công nghệ Thông tin Kỹ thuật số đầu tiên để truyền đạt chương trình nghị sự của Đảng Cộng hòa qua Internet.

## Các Cuộc họp của Hội nghị
Hình thức và tần suất của các cuộc họp Hội nghị phụ thuộc vào ban lãnh đạo và hoàn cảnh lập pháp. Kể từ cuối những năm 1950, hội nghị đã họp vào đầu mỗi khóa Quốc hội Hoa Kỳ để bầu ra ban lãnh đạo, phân công các Thượng nghị sĩ vào các ủy ban và tham dự các vấn đề tổ chức khác. Mặc dù thỉnh thoảng có các cuộc họp khác được triệu tập để thảo luận về các vấn đề đang chờ xử lý, nhưng tiệc trưa hàng tuần của Ủy ban Chính sách vẫn tạo ra một diễn đàn thường xuyên để thảo luận giữa các Thượng nghị sĩ. Với tư cách là một cựu Lãnh đạo tầng Đảng Cộng hòa Thượng viện, Thượng nghị sĩ Everett M. Dirksen của Illinois, đã nói vào năm 1959:
Khi tiệc trưa hàng tuần của Ủy ban Chính sách Đảng Cộng hòa diễn ra, đó thực sự là Cuộc họp của Hội nghị Đảng Cộng hòa, lúc đó chúng tôi thảo luận về tất cả các vấn đề lập pháp đang chờ xử lý. Vì vậy, cho đến nay, tất cả các thông tin và mệnh lệnh thuộc quyền sở hữu của ban lãnh đạo đều được phổ biến một cách tự do đến mọi thành viên.

Vào thời điểm Thượng nghị sĩ Dirksen phát biểu, ban lãnh đạo đảng được bầu bao gồm: Chủ tịch Hội nghị, Thư ký Hội nghị, Lãnh đạo tầng, Phó Lãnh đạo tầng và Chủ tịch Ủy ban Chính sách. Vào ngày 31 tháng 7 năm 1980, các quy tắc của Hội nghị đã được sửa đổi để biến chức Chủ tịch Ủy ban Cộng hòa Thượng viện Quốc gia trở thành một vị trí được bầu chọn, một sự thay đổi đã đưa các quy tắc trở nên phù hợp với những gì đã trở thành thông lệ.

## Hội nghị so với Cuộc Họp kín
Hội nghị Đảng Cộng hòa chưa bao giờ là một cuộc họp kín theo nghĩa từ điển, mà cuộc họp kín nghĩa là một "nhóm lập pháp đảng phái sử dụng các thủ tục họp kín để đưa ra các quyết định ràng buộc các thành viên của mình." Ngay cả trong những năm căng thẳng nhất của Kỷ nguyên Tái thiết, các Thượng nghị sĩ Đảng Cộng hòa không bị ràng buộc phải bỏ phiếu theo các quyết định của hội nghị. Ví dụ, vào năm 1867, khi Thượng nghị sĩ Charles Sumner của Massachusetts từ chối tuân theo chính sách của hội nghị về một số vấn đề, và Thượng nghị sĩ William P. Fessenden của Maine phản đối: "bạn nên bỏ phiếu theo quyết định [của Hội nghị] nếu bạn bị ràng buộc bởi quyết định của thế đa số", Sumner đáp trả, "Tôi là Thượng nghị sĩ Hoa Kỳ", và không có nỗ lực nào được thực hiện để kỷ luật ông ta. Những sự việc như vậy đã được lặp lại vào ngày 12 tháng 3 năm 1925, khi một nghị quyết do Thượng nghị sĩ Wesley L. Jones của Washington đưa ra trong hội nghị mà không bị phản đối:
Để làm rõ và sâu hơn câu hỏi về chính sách lâu nay của Đảng Cộng hòa rằng Hội nghị của chúng tôi không phải là cuộc họp kín và không có hiệu lực ràng buộc đối với những người tham gia, thay vào đó Hội nghị tổ chức các cuộc họp chỉ nhằm mục đích trao đổi quan điểm để thúc đẩy sự hòa hợp và hành động thống nhất nhất có thể.

Hãy giải quyết: Rằng không Thượng nghị sĩ nào tham dự Hội nghị này hoặc bất kỳ Hội nghị nào được tổ chức bị ràng buộc theo bất kỳ cách nào bởi bất kỳ hành động nào do Hội nghị đó thực hiện, nhưng ông ấy sẽ hoàn toàn tự do hành động theo bất kỳ vấn đề nào được Hội nghị coi là phán quyết của mình có thể ra lệnh, và không cần Thượng nghị sĩ phải thông báo về ý định thực hiện hành động khác với bất kỳ khuyến nghị nào của Hội nghị. "

## Lãnh đạo tầng
| Quốc hội khóa | Lãnh đạo                      | Lãnh đạo                      | Tiểu bang           | Nhậm chức            | Mãn nhiệm           | Lãnh đạo Đa số              | Lãnh đạo Đa số                   |
| ------------- | ----------------------------- | ----------------------------- | ------------------- | -------------------- | ------------------- | --------------------------- | -------------------------------- |
| 69            |                               | Charles Curtis (1860–1936)    | Kansas              | 28 tháng 11 năm 1924 | 4 tháng 3 năm 1929  |                             | Bản thân 1924–1929               |
| 69            |                               | Charles Curtis (1860–1936)    | Kansas              | 28 tháng 11 năm 1924 | 4 tháng 3 năm 1929  |                             | Bản thân 1924–1929               |
| 70            |                               | Charles Curtis (1860–1936)    | Kansas              | 28 tháng 11 năm 1924 | 4 tháng 3 năm 1929  |                             | Bản thân 1924–1929               |
| 71            |                               | James Eli Watson (1874–1944)  | Indiana             | 4 tháng 3 năm 1929   | 4 tháng 3 năm 1933  |                             | Bản thân 1929–1933               |
| 72            |                               | James Eli Watson (1874–1944)  | Indiana             | 4 tháng 3 năm 1929   | 4 tháng 3 năm 1933  |                             | Bản thân 1929–1933               |
| 73            |                               | Charles L. McNary (1874–1944) | Oregon              | 4 tháng 3 năm 1933   | 3 tháng 1 năm 1940  |                             | Joseph Taylor Robinson 1933–1937 |
| 74            |                               | Charles L. McNary (1874–1944) | Oregon              | 4 tháng 3 năm 1933   | 3 tháng 1 năm 1940  |                             | Joseph Taylor Robinson 1933–1937 |
| 75            |                               | Charles L. McNary (1874–1944) | Oregon              | 4 tháng 3 năm 1933   | 3 tháng 1 năm 1940  |                             | Joseph Taylor Robinson 1933–1937 |
|               | Alben W. Barkley 1937–1947    | Charles L. McNary (1874–1944) | Oregon              | 4 tháng 3 năm 1933   | 3 tháng 1 năm 1940  |                             |                                  |
| 76            |                               | Charles L. McNary (1874–1944) | Oregon              | 4 tháng 3 năm 1933   | 3 tháng 1 năm 1940  |                             |                                  |
|               | Warren Austin (1887–1962)     | Vermont                       | 3 tháng 1 năm 1940  | 3 tháng 1 năm 1941   |                     |                             |                                  |
|               | Charles L. McNary (1874–1944) | Oregon                        | 3 tháng 1 năm 1941  | 25 tháng 2 năm 1944  |                     |                             |                                  |
| 77            | Charles L. McNary (1874–1944) | Oregon                        | 3 tháng 1 năm 1941  | 25 tháng 2 năm 1944  |                     |                             |                                  |
| 78            | Charles L. McNary (1874–1944) | Oregon                        | 3 tháng 1 năm 1941  | 25 tháng 2 năm 1944  |                     |                             |                                  |
|               | Wallace H. White (1877–1952)  | Maine                         | 25 tháng 2 năm 1944 | 3 tháng 1 năm 1949   |                     |                             |                                  |
| 79            | Wallace H. White (1877–1952)  | Maine                         | 25 tháng 2 năm 1944 | 3 tháng 1 năm 1949   |                     |                             |                                  |
| 80            | Wallace H. White (1877–1952)  | Maine                         | 25 tháng 2 năm 1944 | 3 tháng 1 năm 1949   |                     | Bản thân 1947–1949          |                                  |
| 81            |                               | Kenneth S. Wherry (1892–1951) | Nebraska            | 3 tháng 1 năm 1949   | 3 tháng 1 năm 1952  |                             | Scott W. Lucas 1949–1951         |
| 82            |                               | Kenneth S. Wherry (1892–1951) | Nebraska            | 3 tháng 1 năm 1949   | 3 tháng 1 năm 1952  | Ernest McFarland 1951–1953  |                                  |
| 82            |                               | Styles Bridges (1898–1961)    | Maine               | 3 tháng 1 năm 1952   | 3 tháng 1 năm 1953  | Ernest McFarland 1951–1953  |                                  |
| 83            |                               | Robert A. Taft (1889–1953)    | Ohio                | 3 tháng 1 năm 1953   | 31 tháng 7 năm 1953 |                             | Bản thân 1953–1953               |
| 83            |                               | William Knowland (1908–1974)  | California          | 3 tháng 8 năm 1953   | 3 tháng 1 năm 1959  |                             | Bản thân 1953–1955               |
| 84            |                               | William Knowland (1908–1974)  | California          | 3 tháng 8 năm 1953   | 3 tháng 1 năm 1959  | Lyndon B. Johnson 1955–1961 |                                  |
| 85            |                               | William Knowland (1908–1974)  | California          | 3 tháng 8 năm 1953   | 3 tháng 1 năm 1959  | Lyndon B. Johnson 1955–1961 |                                  |
| 86            |                               | Everett Dirksen (1896–1969)   | Illinois            | 3 tháng 1 năm 1959   | 7 tháng 9 năm 1969  | Lyndon B. Johnson 1955–1961 |                                  |
| 87            |                               | Everett Dirksen (1896–1969)   | Illinois            | 3 tháng 1 năm 1959   | 7 tháng 9 năm 1969  | Mike Mansfield 1961–1977    |                                  |
| 88            |                               | Everett Dirksen (1896–1969)   | Illinois            | 3 tháng 1 năm 1959   | 7 tháng 9 năm 1969  | Mike Mansfield 1961–1977    |                                  |
| 89            |                               | Everett Dirksen (1896–1969)   | Illinois            | 3 tháng 1 năm 1959   | 7 tháng 9 năm 1969  | Mike Mansfield 1961–1977    |                                  |
| 90            |                               | Everett Dirksen (1896–1969)   | Illinois            | 3 tháng 1 năm 1959   | 7 tháng 9 năm 1969  | Mike Mansfield 1961–1977    |                                  |
| 91            |                               | Everett Dirksen (1896–1969)   | Illinois            | 3 tháng 1 năm 1959   | 7 tháng 9 năm 1969  | Mike Mansfield 1961–1977    |                                  |
| 92            |                               | Hugh Scott (1900–1994)        | Pennsylvania        | 24 tháng 9 năm 1969  | 3 tháng 1 năm 1977  | Mike Mansfield 1961–1977    |                                  |
| 93            |                               | Hugh Scott (1900–1994)        | Pennsylvania        | 24 tháng 9 năm 1969  | 3 tháng 1 năm 1977  | Mike Mansfield 1961–1977    |                                  |
| 94            |                               | Hugh Scott (1900–1994)        | Pennsylvania        | 24 tháng 9 năm 1969  | 3 tháng 1 năm 1977  | Mike Mansfield 1961–1977    |                                  |
| 95            |                               | Howard Baker (1925–2014)      | Tennessee           | 3 tháng 1 năm 1977   | 1 tháng 11 năm 1979 |                             | Robert Byrd 1977–1981            |
| 96            |                               | Howard Baker (1925–2014)      | Tennessee           | 3 tháng 1 năm 1977   | 1 tháng 11 năm 1979 |                             | Robert Byrd 1977–1981            |
|               | Ted Stevens (1923–2010)       | Alaska                        | 1 tháng 11 năm 1979 | 5 tháng 3 năm 1980   |                     |                             | Robert Byrd 1977–1981            |
|               | Howard Baker (1925–2014)      | Tennessee                     | 5 tháng 3 năm 1980  | 3 tháng 1 năm 1985   |                     |                             | Robert Byrd 1977–1981            |
| 97            | Howard Baker (1925–2014)      | Tennessee                     | 5 tháng 3 năm 1980  | 3 tháng 1 năm 1985   |                     | Bản thân 1981–1985          |                                  |
| 98            | Howard Baker (1925–2014)      | Tennessee                     | 5 tháng 3 năm 1980  | 3 tháng 1 năm 1985   |                     | Bản thân 1981–1985          |                                  |
| 99            |                               | Bob Dole (1923–2021)          | Kansas              | 3 tháng 1 năm 1985   | 11 tháng 6 năm 1996 |                             | Bản thân 1985–1987               |
| 100           |                               | Bob Dole (1923–2021)          | Kansas              | 3 tháng 1 năm 1985   | 11 tháng 6 năm 1996 | Robert Byrd 1987–1989       |                                  |
| 101           |                               | Bob Dole (1923–2021)          | Kansas              | 3 tháng 1 năm 1985   | 11 tháng 6 năm 1996 | George Mitchell 1989–1995   |                                  |
| 102           |                               | Bob Dole (1923–2021)          | Kansas              | 3 tháng 1 năm 1985   | 11 tháng 6 năm 1996 | George Mitchell 1989–1995   |                                  |
| 103           |                               | Bob Dole (1923–2021)          | Kansas              | 3 tháng 1 năm 1985   | 11 tháng 6 năm 1996 | George Mitchell 1989–1995   |                                  |
| 104           |                               | Bob Dole (1923–2021)          | Kansas              | 3 tháng 1 năm 1985   | 11 tháng 6 năm 1996 | Bản thân 1995–1996          |                                  |
| 104           |                               | Trent Lott (sinh 1941)        | Mississippi         | 11 tháng 6 năm 1996  | 3 tháng 1 năm 2003  |                             | Bản thân 1996–2001               |
| 105           |                               | Trent Lott (sinh 1941)        | Mississippi         | 11 tháng 6 năm 1996  | 3 tháng 1 năm 2003  |                             | Bản thân 1996–2001               |
| 106           |                               | Trent Lott (sinh 1941)        | Mississippi         | 11 tháng 6 năm 1996  | 3 tháng 1 năm 2003  |                             | Bản thân 1996–2001               |
| 107           |                               | Trent Lott (sinh 1941)        | Mississippi         | 11 tháng 6 năm 1996  | 3 tháng 1 năm 2003  | Tom Daschle 2001–2001       |                                  |
| 107           | Bản thân 2001–2001            | Trent Lott (sinh 1941)        | Mississippi         | 11 tháng 6 năm 1996  | 3 tháng 1 năm 2003  |                             |                                  |
| 107           | Tom Daschle 2001–2002         | Trent Lott (sinh 1941)        | Mississippi         | 11 tháng 6 năm 1996  | 3 tháng 1 năm 2003  |                             |                                  |
| 107           | Bản thân 2002–2003            | Trent Lott (sinh 1941)        | Mississippi         | 11 tháng 6 năm 1996  | 3 tháng 1 năm 2003  |                             |                                  |
| 108           |                               | Bill Frist (sinh 1952)        | Tennessee           | 3 tháng 1 năm 2003   | 3 tháng 1 năm 2007  |                             | Bản thân 2003–2007               |
| 109           |                               | Bill Frist (sinh 1952)        | Tennessee           | 3 tháng 1 năm 2003   | 3 tháng 1 năm 2007  |                             | Bản thân 2003–2007               |
| 110           |                               | Mitch McConnell (sinh 1942)   | Kentucky            | 3 tháng 1 năm 2007   | đương nhiệm         |                             | Harry Reid 2006–2015             |
| 111           |                               | Mitch McConnell (sinh 1942)   | Kentucky            | 3 tháng 1 năm 2007   | đương nhiệm         |                             | Harry Reid 2006–2015             |
| 112           |                               | Mitch McConnell (sinh 1942)   | Kentucky            | 3 tháng 1 năm 2007   | đương nhiệm         |                             | Harry Reid 2006–2015             |
| 113           |                               | Mitch McConnell (sinh 1942)   | Kentucky            | 3 tháng 1 năm 2007   | đương nhiệm         |                             | Harry Reid 2006–2015             |
| 114           |                               | Mitch McConnell (sinh 1942)   | Kentucky            | 3 tháng 1 năm 2007   | đương nhiệm         | Bản thân 2015–2021          |                                  |
| 115           |                               | Mitch McConnell (sinh 1942)   | Kentucky            | 3 tháng 1 năm 2007   | đương nhiệm         | Bản thân 2015–2021          |                                  |
| 116           |                               | Mitch McConnell (sinh 1942)   | Kentucky            | 3 tháng 1 năm 2007   | đương nhiệm         | Bản thân 2015–2021          |                                  |
| 117           |                               | Mitch McConnell (sinh 1942)   | Kentucky            | 3 tháng 1 năm 2007   | đương nhiệm         | Bản thân 2015–2021          |                                  |
|               | Chuck Schumer 2021–nay        | Mitch McConnell (sinh 1942)   | Kentucky            | 3 tháng 1 năm 2007   | đương nhiệm         |                             |                                  |
| 118           |                               | Mitch McConnell (sinh 1942)   | Kentucky            | 3 tháng 1 năm 2007   | đương nhiệm         |                             |                                  |

## Chủ tịch
Hội nghị Đảng Cộng hòa của Thượng viện Hoa Kỳ chọn một Thượng nghị sĩ làm Chủ tịch. Văn phòng được thành lập vào giữa thế kỷ 19 với sự thành lập của đảng Cộng hòa. Văn phòng "lãnh đạo tầng" mãi đến năm 1925 mới được thành lập, và ngay cả khi chức lãnh đạo tầng được thành lập, trong 20 năm, Chủ tịch Hội nghị Đảng Cộng hòa Thượng viện đồng thời là lãnh đạo tầng.
Trong những năm gần đây, Chủ tịch Hội nghị đã được coi là người đứng thứ ba trong đảng Cộng hòa tại Thượng viện, sau lãnh đạo và phó lãnh đạo tầng. Congressional Quarterly cho rằng Chủ tịch Hội nghị quản lý các cuộc họp riêng để bầu ra lãnh đạo tầng, xử lý và phân phối các nhiệm vụ của ủy ban và giúp đặt ra các ưu tiên lập pháp. Hiện nay, chức vụ này thúc đẩy thông điệp của hội nghị, với các studio phát sóng cho truyền hình và phát thanh.
| Nhiệm kỳ                                                                                 | Thượng nghị sĩ         | Tiểu bang     | Ghi chú                                 |
| ---------------------------------------------------------------------------------------- | ---------------------- | ------------- | --------------------------------------- |
| 1859 – tháng 12 năm 1862                                                                 | John P. Hale           | New Hampshire |                                         |
| Tháng 12 năm 1862 – ngày 2 tháng 9 năm 1884                                              | Henry B. Anthony       | Rhode Island  |                                         |
| 2 tháng 9 năm 1884 – tháng 12 năm 1885                                                   | John Sherman           | Ohio          |                                         |
| Tháng 12 năm 1885 – 1 tháng 11 năm 1891                                                  | George F. Edmunds      | Vermont       |                                         |
| Tháng 12 năm 1891 – 4 tháng 3 năm 1897                                                   | John Sherman           | Ohio          |                                         |
| 4 tháng 3 năm 1897 – 4 tháng 8 năm 1908                                                  | William B. Allison     | Iowa          |                                         |
| Tháng 12 năm 1908 – 4 tháng 3 năm 1911                                                   | Eugene Hale            | Maine         |                                         |
| Tháng 4 năm 1911 – 4 tháng 3 năm 1913                                                    | Shelby Moore Cullom    | Illinois      |                                         |
| 4 tháng 3 năm 1913 – 17 tháng 8 năm 1918                                                 | Jacob Harold Gallinger | New Hampshire |                                         |
| 17 tháng 8 năm 1918 – 9 tháng 11 năm 1924                                                | Henry Cabot Lodge      | Massachusetts |                                         |
| 28 tháng 11 năm 1924 – 4 tháng 3 năm 1929                                                | Charles Curtis         | Kansas        | Đồng thời làm Lãnh đạo tầng từ năm 1925 |
| 4 tháng 3 năm 1929 – 4 tháng 3 năm 1933                                                  | James Eli Watson       | Indiana       | Đồng thời làm Lãnh đạo tầng             |
| 4 tháng 3 năm 1933 – 25 tháng 2 năm 1944                                                 | Charles L. McNary      | Oregon        | Đồng thời làm Lãnh đạo tầng             |
| 25 tháng 2 năm 1944 – 3 tháng 1 năm 1947 Quyền: 25 tháng 2 năm 1944 – 3 tháng 1 năm 1945 | Arthur Vandenberg      | Michigan      |                                         |
| 3 tháng 1 năm 1947 – 3 tháng 1 năm 1957                                                  | Eugene Millikin        | Colorado      |                                         |
| 3 tháng 1 năm 1957 – 3 tháng 1 năm 1967                                                  | Leverett Saltonstall   | Massachusetts |                                         |
| 3 tháng 1 năm 1967 – 3 tháng 1 năm 1973                                                  | Margaret Chase Smith   | Maine         |                                         |
| 3 tháng 1 năm 1973 – 3 tháng 1 năm 1975                                                  | Bông Norris            | New Hampshire |                                         |
| 3 tháng 1 năm 1975 – 3 tháng 1 năm 1979                                                  | Carl Curtis            | Nebraska      |                                         |
| 3 tháng 1 năm 1979 – 3 tháng 1 năm 1981                                                  | Bob Packwood           | Oregon        |                                         |
| 3 tháng 1 năm 1981 – 3 tháng 1 năm 1985                                                  | James A. McClure       | Idaho         |                                         |
| 3 tháng 1 năm 1985 – 3 tháng 1 năm 1991                                                  | John Chafee            | Rhode Island  |                                         |
| 3 tháng 1 năm 1991 – 3 tháng 1 năm 1997                                                  | Thad Cochran           | Mississippi   |                                         |
| 3 tháng 1 năm 1997 – 3 tháng 1 năm 2001                                                  | Connie Mack III        | Florida       |                                         |
| 3 tháng 1 năm 2001 – 3 tháng 1 năm 2007                                                  | Rick Santorum          | Pennsylvania  |                                         |
| 3 tháng 1 năm 2007 – 19 tháng 12 năm 2007                                                | Jon Kyl                | Arizona       |                                         |
| 19 tháng 12 năm 2007 – 26 tháng 1 năm 2012                                               | Lamar Alexander        | Tennessee     |                                         |
| 26 tháng 1, 2012 – 3 tháng 1, 2019                                                       | John Thune             | South Dakota  |                                         |
| 3 tháng 1, 2019 – nay                                                                    | John Barrasso          | Wyoming       |                                         |

## Phó Chủ tịch
Phó Chủ tịch Hội nghị Đảng Cộng hòa Thượng viện, trước đây gọi là Thư ký Hội nghị cho đến năm 2001, là vị trí lãnh đạo cấp thứ năm (sau lãnh đạo và phó lãnh đạo tầng; Chủ tịch Hội nghị và Chủ tịch Ủy ban Chính sách) trong hội nghị của Đảng Cộng hòa tại Thượng viện Hoa Kỳ. Phó Chủ tịch chịu trách nhiệm lưu giữ các biên bản của Hội nghị Cộng hòa Thượng viện và trợ giúp Chủ tịch Hội nghị Cộng hòa của Thượng viện trong công việc. Phó Chủ tịch hiện tại là Shelley Moore Capito, phục vụ từ năm 2023.
| Nhiệm kỳ    | Thượng nghị sĩ       | Tiểu bang     | Ghi chú                                   |
| ----------- | -------------------- | ------------- | ----------------------------------------- |
| 1911–1913   | Charles Curtis       | Kansas        | Phục vụ với tư cách Thư ký Hội nghị       |
| 1913–1915   | William Kenyon       | Iowa          | Phục vụ với tư cách Thư ký Hội nghị       |
| 1915–1927   | James Wadsworth      | New York      | Phục vụ với tư cách Thư ký Hội nghị       |
| 1927–1941   | Frederick Hale       | Maine         | Phục vụ với tư cách Thư ký Hội nghị       |
| 1941–1944   | Wallace H. White Jr. | Maine         | Phục vụ với tư cách Thư ký Hội nghị       |
| 1944–1945   | Harold Burton        | Ohio          | Phục vụ với tư cách Thư ký Hội nghị       |
| 1945–1946   | Chan Gurney          | South Dakota  | Phục vụ với tư cách Thư ký Hội nghị       |
| 1946–1971   | Milton Young         | North Dakota  | Phục vụ với tư cách Thư ký Hội nghị       |
| 1971–1973   | Bông Norris          | New Hampshire | Phục vụ với tư cách Thư ký Hội nghị       |
| 1973–1975   | Wallace F. Bennett   | Utah          | Phục vụ với tư cách Thư ký Hội nghị       |
| 1975–1977   | Robert Stafford      | Vermont       | Phục vụ với tư cách Thư ký Hội nghị       |
| 1977–1976   | Clifford Hansen      | Wyoming       | Phục vụ với tư cách Thư ký Hội nghị       |
| 1979–1985   | Jake Garn            | Utah          | Phục vụ với tư cách Thư ký Hội nghị       |
| 1985–1991   | Thad Cochran         | Mississippi   | Phục vụ với tư cách Thư ký Hội nghị       |
| 1991–1993   | Bob Kasten           | Wisconsin     | Phục vụ với tư cách Thư ký Hội nghị       |
| 1993–1995   | Trent Lott           | Mississippi   | Phục vụ với tư cách Thư ký Hội nghị       |
| 1995–1997   | Connie Mack          | Florida       | Phục vụ với tư cách Thư ký Hội nghị       |
| 1997–2000   | Paul Coverdell       | Georgia       | Phục vụ với tư cách Thư ký Hội nghị       |
| 2001–2007   | Kay Bailey Hutchison | Texas         | Phục vụ với tư cách Phó Chủ tịch Hội nghị |
| 2007–2009   | John Cornyn          | Texas         | Phục vụ với tư cách Phó Chủ tịch Hội nghị |
| 2009        | John Thune           | South Dakota  | Phục vụ với tư cách Phó Chủ tịch Hội nghị |
| 2009–2010   | Lisa Murkowski       | Alaska        | Phục vụ với tư cách Phó Chủ tịch Hội nghị |
| 2010–2012   | John Barrasso        | Wyoming       | Phục vụ với tư cách Phó Chủ tịch Hội nghị |
| 2012–2019   | Roy Blunt            | Missouri      | Phục vụ với tư cách Phó Chủ tịch Hội nghị |
| 2019 – 2023 | Joni Ernst           | Iowa          | Phục vụ với tư cách Phó Chủ tịch Hội nghị |
| 2023–nay    | Shelley Moore Capito | West Virginia | Phục vụ với tư cách Phó Chủ tịch Hội nghị |

## Thành viên
| Alabama - Tommy Tuberville - Katie Britt Alaska - Lisa Murkowski, Thành viên Xếp hạng Ủy ban Chọn lọc Vĩnh viễn về Các vấn đề Người da đỏ Thượng viện - Dan Sullivan Arkansas - John Boozman, Thành viên Xếp hạng Ủy ban Nông nghiệp, Dinh dưỡng và Lâm nghiệp Thượng viện - Tom Cotton Florida - Marco Rubio, Thành viên Xếp hạng Ủy ban Chọn lọc về Tình báo Thượng viện - Rick Scott Idaho - Mike Crapo, Thành viên Xếp hạng Ủy ban Tài chính Thượng viện và Ủy ban Liên hợp về Đánh thuế Quốc hội - Jim Risch, Thành viên Xếp hạng Ủy ban Đối ngoại Thượng viện Indiana - Todd Young - Mike Braun Iowa - Chuck Grassley, Chủ tịch Thượng viện tạm quyền danh dự và Thành viên Xếp hạng Ủy ban Tư pháp Thượng viện - Joni Ernst, Phó Chủ tịch Hội nghị Đảng Cộng hòa Thượng viện Kansas - Jerry Moran, Thành viên Xếp hạng Ủy ban Các vấn đề Cựu chiến binh Thượng viện - Roger Marshall Kentucky - Mitch McConnell, Lãnh đạo Thiểu số Thượng viện - Rand Paul, Thành viên Xếp hạng Ủy ban An ninh nội địa và các vấn đề chính phủ Thượng viện Louisiana - Bill Cassidy, Thành viên Xếp hạng Ủy ban Y tế, Giáo dục, Lao động và Lương hưu Thượng viện - John Kennedy Maine - Susan Collins Mississippi - Roger Wicker, Thành viên Xếp hạng Ủy ban Dịch vụ Vũ trang Thượng viện - Cindy Hyde-Smith Missouri - Josh Hawley - Eric Schmitt | Montana - Steve Daines Nebraska - Deb Fischer, Thành viên Xếp hạng Ủy ban Quy tắc và Quản lý Thượng viện - Ben Sasse North Carolina - Thom Tillis - Ted Budd North Dakota - John Hoeven - Kevin Cramer Ohio - J.D. Vance Oklahoma - James Lankford, Thành viên Xếp hạng Ủy ban Chọn lọc về Đạo đức Thượng viện - Markwayne Mullin South Carolina - Lindsey Graham, Thành viên Xếp hạng Ủy ban Ngân sách Thượng viện - Tim Scott, Thành viên Xếp hạng Ủy ban Đặc biệt về Lão hóa Thượng viện South Dakota - John Thune, Phó Lãnh đạo Thiểu số Thượng viện - Mike Rounds Tennessee - Marsha Blackburn - Bill Hagerty Texas - John Cornyn, Thành viên Xếp hạng Cuộc họp kín Kiểm soát Ma tuý Quốc tế Thượng viện - Ted Cruz, Thành viên Xếp hạng Ủy ban Thương mại, Khoa học và Vận tải Thượng viện Utah - Mike Lee - Mitt Romney West Virginia - Shelley Moore Capito, Thành viên Xếp hạng Ủy ban Môi trường và Công trình Công cộng Thượng viện Wisconsin - Ron Johnson Wyoming - John Barrasso, Chủ tịch Hội nghị Đảng Cộng hòa Thượng viện và Thành viên Xếp hạng Ủy ban Năng lượng và Tài nguyên thiên nhiên Thượng viện - Cynthia Lummis |